# Astronautgrupp 8

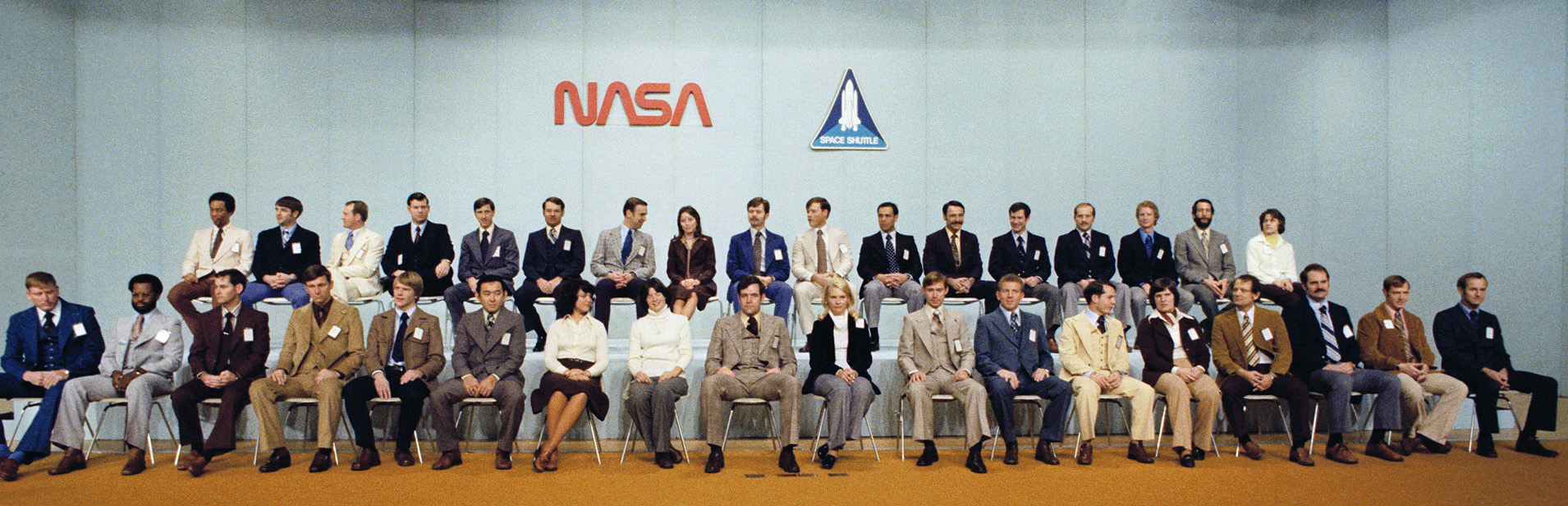
Astronautgrupp 8

Astronautgrupp 8 togs ut 16 januari 1978. Det här var första omgången av astronauter som togs ut för rymdfärjeprogrammet. Gruppen kallades TFNG Thirty-Five New Guys – Trettiofem nya grabbar.

## Rymdfararna
| Namn                   | Flygning                                         | Notering |
| ---------------------- | ------------------------------------------------ | -------- |
| Guion S. Bluford       | STS-8, STS-61-A, STS-39, STS-53                  |          |
| Daniel C. Brandenstein | STS-8, STS-51-G, STS-32, STS-49                  |          |
| James F. Buchli        | STS-51-C, STS-61-A, STS-29, STS-48               |          |
| Michael L. Coats       | STS-41-D, STS-29, STS-39                         |          |
| Richard O. Covey       | STS-51-I, STS-26, STS-38, STS-61                 |          |
| John O. Creighton      | STS-51-G, STS-36, STS-48                         |          |
| John M. Fabian         | STS-7, STS-51-G                                  |          |
| Anna Lee Fisher        | STS-51-A                                         |          |
| Dale Gardner           | STS-8, STS-51-A                                  |          |
| Robert L. Gibson       | STS-41-B, STS-61-C, STS-27, STS-47, STS-71       |          |
| Frederick D. Gregory   | STS-51-B, STS-33, STS-44                         |          |
| S. David Griggs        | STS-51-D                                         |          |
| Terry J. Hart          | STS-41-C                                         |          |
| Frederick Hauck        | STS-7, STS-51-A, STS-26                          |          |
| Steven A. Hawley       | STS-41-D, STS-61-C, STS-31, STS-82, STS-93       |          |
| Jeffrey A. Hoffman     | STS-51-D, STS-35, STS-46, STS-61, STS-75         |          |
| Shannon Lucid          | STS-51-G, STS-34, STS-43, STS-58, STS-76, STS-79 |          |
| Jon A. McBride         | STS-41-G                                         |          |
| Ronald McNair          | STS-41-B, STS-51-L                               |          |
| Mike Mullane           | STS-41-D, STS-27, STS-36                         |          |
| Steven R. Nagel        | STS-51-G, STS-61-A, STS-37, STS-55               |          |
| George D. Nelson       | STS-41-C, STS-61-C, STS-26                       |          |
| Ellison Onizuka        | STS-51-C, STS-51-L                               |          |
| Judith Resnik          | STS-41-D, STS-51-L                               |          |
| Sally Ride             | STS-7, STS-41-G                                  |          |
| Francis R. Scobee      | STS-41-C, STS-51-L                               |          |
| Margaret Rhea Seddon   | STS-51-D, STS-40, STS-58                         |          |
| Brewster H. Shaw       | STS-9, STS-61-B, STS-28                          |          |
| Loren J. Shriver       | STS-51-C, STS-31, STS-46                         |          |
| Robert L. Stewart      | STS-41-B, STS-51-J                               |          |
| Kathryn D. Sullivan    | STS-41-G, STS-31, STS-45                         |          |
| Norman Thagard         | STS-7, STS-51-B, STS-30, STS-42, STS-71          |          |
| David M. Walker        | STS-51-A, STS-30, STS-53, STS-69                 |          |
| James van Hoften       | STS-41-C, STS-51-I                               |          |
| Donald E. Williams     | STS-51-D, STS-34                                 |          |